# Hòa Bình, Đài Trung

Vị trí tại Đài Trung

Hòa Bình (tiếng Trung: 和平區; bính âm: Hépíng Qū) là một khu (quận) của thành phố Đài Trung, Trung Hoa Dân Quốc (Đài Loan). Đây là một quận miền núi và có diện tích chiếm đến một nửa toàn thành phố. Quận có một khu vui chơi giải trí trên đỉnh Bát Tiên Sơn. Hòa Bình là nơi phát triển lĩnh vực nông nghiệp xứ lạnh do có ưu thế về khí hậu, đây là nơi sản xuất rau ôn đới hàng đầu tại Đài Loan cùng với nghề nuôi cá hồi. Trên địa bàn huyện có nhiều đỉnh núi cao từ 2000-3000 mét, cá biệt có một số cao trên 3000 mét và cũng xuất hiện một số ruộng bậc thang. Hòa Bình cũng phát triển về du lịch gắn với suối nước nóng Cốc Quan. Hòa Bình có diện tích 1037,8192 km², dân số vào tháng 8 năm 2011 là 10.711 thuộc 4.434 hộ gia đình, mật độ cư trú đạt 10,32 người/km². Trước ngày 25 tháng 12 năm 2011, Hòa Bình là một hương của huyện Đài Trung.